# Bruscos
Le Bruscos est un cours d'eau du Béarn (département des Pyrénées-Atlantiques).
Il prend sa source sur la commune de Pau et se jette dans l'Aïgue Longue à Momas.

## Département et communes traversés
Pyrénées-Atlantiques :
- Momas
- Montardon
- Pau
- Sauvagnon
- Serres-Castet
- Uzein

## Toponymie
L'hydronyme Bruscos apparaît sous la forme
le Bruscoos (1337, cartulaire d'Ossau) et
le Brescos (1539, réformation de Béarn).

## Histoire
Paul Raymond note que le hameau de Bruscos, dans les landes du Pont-Long, fut détruit en 1337 par les habitants de la vallée d'Ossau.